# Cidade Cinza
Cidade Cinza é o quinto álbum de estúdio da banda de rock brasileira CPM 22, lançado em novembro de 2007 pelas gravadoras Arsenal Music e Universal Music. Venceu o Grammy Latino de 2008 na categoria Melhor Álbum de Rock Brasileiro.
O nome Cidade Cinza faz referência a grande quantidade de concreto na paisagem da cidade, tanto por pontes e viadutos quanto pela arquitetura brutalista muito usada na segunda metade do século XX.
Os três singles trabalhados nesse lançamento foram a "Nossa Música", "Escolhas, Provas e Promessas", além de "Estranho no Espelho". 

## Faixas
1. "Estranho no Espelho" (Badauí/Koala/Wally) 3:19
2. "Nossa Música" (Wally) 3:16
3. "Ano que Vem Talvez" (Badauí/Carlos Dias/Fernando) 3:51
4. "Escolhas, Provas e Promessas" (Ricardo Galano/Badauí) 2:58
5. "Tempestade de Facas" (Koala/Wally) 2:33
6. "1000 Motivos" (Koala/badauí) 3:06
7. "Depois de Horas" (Badauí/Luciano) 1:58
8. "Mais Rápido que as Lágrimas" (Badauí/Koala) 1:54
9. "Reais Amigos" (Badauí/Carlos Dias/Wally) 2:28
10. "Tempo" (Badauí/Carlos Dias/Fernando) 1:54
11. "Maldita Herança" (Badauí/Rodrigo Giannetto/Wally) 2:04
12. "Cidade Cinza" (Wally) 2:59

## Créditos
CPM 22
- Badauí: vocal
- Wally: guitarra e vocal de apoio
- Luciano Garcia: guitarra
- Fernando Sanches: baixo
- Japinha: bateria

## Prêmios e indicações
| Ano  | Organização   | Categoria                       | Resultado | Ref.  |
| ---- | ------------- | ------------------------------- | --------- | ----- |
| 2008 | Grammy Latino | Melhor Álbum de Rock Brasileiro | Venceu    | [ 2 ] |